# Schermen op de Paralympische Zomerspelen 2012 – Degen vrouwen team
Tijdens de Paralympische Zomerspelen 2012 in Londen was de discipline degen vrouwen team een van de disciplines bij het onderdeel rolstoelschermen. De competitie werd gehouden in het ExCeL Centre in Londen op 7 september 2012. In totaal namen 8 landen aan dit onderdeel deel.

## Deelnemersveld
| Land      | Deelnemers                                      |
| --------- | ----------------------------------------------- |
| China     | Jing Rong Baili Wu Fang Yao                     |
| Frankrijk | Sabrine Poignet Delphine Bernard Cecile Demaude |
| Hongarije | Vera Juhasz Zsuzsa Krajnyak Gyongy Dani         |
| Hongkong  | Pui Shan Fan Chui Yee Yu Yui Chong Chan         |

| Land                | Deelnemers                                        |
| ------------------- | ------------------------------------------------- |
| Oekraïne            | Alla Gorlina Tetiana Pozniak Irina Lukyanenko     |
| Polen               | Marta Fydrich Marta Makowska Dagmara Wytos-Eze    |
| Rusland             | Yuliya Efimova Eugeniya Sycheva Liudmila Vasileva |
| Verenigd Koninkrijk | Gaby Down Gemma Collis Justine Moore              |

## Verloop

### Eindfase
|  | kwartfinale         | kwartfinale |          |    | halve finale | halve finale |    |  | finale | finale |
|  |                     |             |          |    |              |              |    |  |        |        |
|  |                     |             |          |    |              |              |    |  |        |        |
|  |                     |             |          |    |              |              |    |  |        |        |
|  | Hongkong            | 45          |          |    |              |              |    |  |        |        |
|  | Hongkong            | 45          |          |    |              |              |    |  |        |        |
|  | Verenigd Koninkrijk | 26          |          |    |              |              |    |  |        |        |
|  | Verenigd Koninkrijk | 26          | Hongkong | 42 |              |              |    |  |        |        |
|  |                     |             | Hongkong | 42 |              |              |    |  |        |        |
|  |                     | China       | 45       |    |              |              |    |  |        |        |
|  | China               | China       | 45       | 45 |              |              |    |  |        |        |
|  | China               |             |          | 45 |              |              |    |  |        |        |
|  | Rusland             | 38          |          |    |              |              |    |  |        |        |
|  | Rusland             | 38          | China    | 45 |              |              |    |  |        |        |
|  |                     |             | China    | 45 |              |              |    |  |        |        |
|  |                     | Hongarije   | 38       |    |              |              |    |  |        |        |
|  | Polen               | Hongarije   | 38       | 45 |              |              |    |  |        |        |
|  | Polen               |             |          | 45 |              |              |    |  |        |        |
|  | Oekraïne            | 28          |          |    |              |              |    |  |        |        |
|  | Oekraïne            | 28          | Polen    | 40 | derde plaats | derde plaats |    |  |        |        |
|  |                     |             | Polen    | 40 | derde plaats | derde plaats |    |  |        |        |
|  |                     | Hongarije   | 45       |    |              |              |    |  |        |        |
|  | Frankrijk           | Hongarije   | 45       | 41 |              |              |    |  |        |        |
|  | Frankrijk           |             |          |    |              | Hongkong     | 45 |  |        |        |
|  | Hongarije           | 45          |          |    |              | Hongkong     | 45 |  |        |        |
|  | Hongarije           | 45          | Polen    | 26 |              |              |    |  |        |        |
|  |                     |             | Polen    | 26 |              |              |    |  |        |        |

### Plaatsen 5-8
|  | Plaatsen 5-8        | Plaatsen 5-8 |    |                     | Plaatsen 5-6 | Plaatsen 5-6 |
|  |                     |              |    |                     |              |              |
|  |                     |              |    |                     |              |              |
|  | Verenigd Koninkrijk | 28           |    |                     |              |              |
|  | Rusland             | 45           |    |                     |              |              |
|  |                     |              |    |                     |              |              |
|  |                     |              |    |                     |              |              |
|  |                     |              |    |                     | Rusland      | 45           |
|  |                     | Oekraïne     | 23 |                     |              |              |
|  |                     |              |    |                     |              |              |
|  |                     |              |    |                     | Plaatsen 7-8 |              |
|  |                     |              |    |                     |              |              |
|  | Oekraïne            | 37           |    | Verenigd Koninkrijk | 33           |              |
|  | Frankrijk           | 36           |    |                     | Frankrijk    | 45           |

## Eindrangschikking
| Plaats | Land                | Deelnemers                                        |
| ------ | ------------------- | ------------------------------------------------- |
| 1.     | China               | Jing Rong Baili Wu Fang Yao                       |
| 2.     | Hongarije           | Vera Juhasz Zsuzsa Krajnyak Gyongy Dani           |
| 3.     | Hongkong            | Pui Shan Fan Chui Yee Yu Yui Chong Chan           |
| 4.     | Polen               | Marta Fydrich Marta Makowska Dagmara Wytos-Eze    |
| 5.     | Rusland             | Yuliya Efimova Eugeniya Sycheva Liudmila Vasileva |
| 6.     | Oekraïne            | Alla Gorlina Tetiana Pozniak Irina Lukyanenko     |
| 7.     | Frankrijk           | Sabrine Poignet Delphine Bernard Cecile Demaude   |
| 8.     | Verenigd Koninkrijk | Gaby Down Gemma Collis Justine Moore              |